# Франсуаза Арнуль
Франсуаза Арнуль (фр. Françoise Arnoul, при народженні Франсуаза Аннет Марі Матильда Готш, фр. Françoise Annette Marie Mathilde Gautsch; 3 червня 1931, Константіна, Алжир — 20 липня 2021, Париж) — французька акторка театру, кіно та телебачення.

## Життєпис
Народилася 3 червня 1931 року у місті Константіна, Французький Алжир, в родині генерала артилерії Шарля Готша (1882—1969) та Жанін Гредгол, яка до шлюбу була акторкою і виступала у Театрі Селестен в Ліоні спільно з Шарлем Ванелем. Пізніше родина, в якій було ще двоє синів, мешкала у Марокко, допоки 1945 року мати з дітьми не переїхала до Парижа (батько лишився служити в колонії), де Франсуаза вступила до ліцею Мольєра та почала вивчати акторську майстерність.
1949 року з'явилася в епізодичній ролі в фільмі «Побачення в липні» Жака Беккера, після чого отримала головну роль співачки Перруші у стрічці «Тротуар» Віллі Розьє. Далі були головні ролі у фільмах «Заборонений плід» (1952) Анрі Вернея, «Спальня старшокласниць» (1953) Анрі Декуена, «Нічні компаньйони» (1953) Ральфа Хабіба. 1955 року зіграла свою найвідомішу роль — танцівниці Ніні у фільмі «Французький канкан» Жана Ренуара. 1962 року з'явилася у сегменті «Не чини перелюбу» у стрічці «Диявол і десять заповідей» Жульєна Дювів'є. 1977 року зіграла матір героїні Ізабель Аджані у комедії «Віолетта і Франсуа» Жака Руффіо. 2007 року виконала одну з другорядних ролей у телефільмі «Він приїхав у День всіх святих» за романом Жоржа Сіменона.
1956 року акторка вступила у шлюб з продюсером Жоржем Кравенном. Розлучилися 1960 року. З 1964 року перебувала у стосунках з режисером Бернардом Полем, які тривали до його смерті 1980 року.
1995 року видала автобіографічну книгу «Тварина, обдарована щастям» (фр. Animal doué de bonheur), написану у співавторстві з Жаном-Луї Мінгалоном. Того ж року була нагороджена орденом Мистецтв та літератури командорського ступеня.
Франсуаза Арнуль померла 20 липня 2021 року у Парижі в 90-річному віці після тривалої хвороби.

## Фільмографія
| Рік       |    | Українська назва                       | Оригінальна назва                  | Роль                                      |
| --------- | -- | -------------------------------------- | ---------------------------------- | ----------------------------------------- |
| 1949      | ф  | Побачення в липні                      | Rendez-vous de juillet             | епізод                                    |
| 1949      | ф  | Тротуар                                | L'Épave                            | Перруша                                   |
| 1949      | ф  | Ми вирушаємо до Парижа                 | Nous irons à Paris                 | Мішлін                                    |
| 1950      | ф  | Міністерство праці                     | Quai de Grenelle                   | Симона Ламі                               |
| 1950      | ф  | Мій друг — злодій                      | Mon ami le cambrioleur             | Росіта                                    |
| 1951      | ф  | Червона троянда                        | La rise rouge                      | Мартіна                                   |
| 1951      | ф  | Дім Бонадьє                            | La maison Bonnadieu                | Луїзетт                                   |
| 1951      | ф  | Найпрекрасніша дівчина у світі         | La plus belle fille du monde       | Франсуаза                                 |
| 1951      | ф  | Матуся                                 | Mammy                              | Марта Ру                                  |
| 1952      | ф  | Любов і бажання                        | Le désir et l’amour                | Франсуаза                                 |
| 1952      | ф  | Ліс прощання                           | La forêt de l’adieu                | Крістін Кейріан                           |
| 1952      | ф  | Заборонений плід                       | Le Fruit défendu                   | Мартіна Інглберг                          |
| 1952      | ф  | Прощавай, Париж                        | Adieu Paris                        | Франсуаза                                 |
| 1953      | ф  | Закохані з Толедо                      | Les amants de Tolède               | Санча                                     |
| 1953      | ф  | Спальня старшокласниць                 | Dortoir des grandes                | Аймі де ла Каппель                        |
| 1953      | ф  | Нічні компаньйони                      | Les Cimpagnes de la nuit           | Ольга Вітербо                             |
| 1953      | ф  | Шаленство плоті                        | La rage au corps                   | Клара                                     |
| 1954      | ф  | Безумство                              | Delirio                            | Франсуаза                                 |
| 1954      | ф  | Альковні таємниці                      | Secrets d’alcôve                   | Мартіна (у сегменті «Експрес на Рів'єру») |
| 1954      | ф  | Такі різні долі                        | Le Mouton à cinq pattes            | Маріанна Дюран-Перрін                     |
| 1955      | ф  | Наполеон                               | Napoléon                           | дівчина у Пале-Роялі                      |
| 1955      | ф  | Закохані з Тахо                        | Les amants du tage                 | Кетлін Дінвер                             |
| 1955      | ф  | Французький канкан                     | French Cancan                      | Ніні                                      |
| 1955      | ф  | Незначні люди                          | Des gens sans importance           | Клотильда Браше                           |
| 1956      | ф  | Париж, готель «Палас»                  | Paris, Palace Hôtel                | Франсуаза                                 |
| 1956      | ф  | Якби нам розповіли про Париж           | Si Paris nous était conte          | герцогиня де Бассано                      |
| 1956      | ф  | Мадемуазель Стриптиз                   | En effeuillant la marguerite       | у ролі самої себе                         |
| 1956      | ф  | Мій рідний край                        | Le pays d’où je viens              | Марінетт Ардо                             |
| 1957      | ф  | Хто знає…                              | Sait-on jamais…                    | Софі                                      |
| 1958      | ф  | Тереза Етьєн                           | Thérèse Étienne                    | Тереза Етьєн Мюллер                       |
| 1958      | ф  | Білий вантаж                           | Cargaison blanche                  | Франсуаза                                 |
| 1958      | ф  | Киця                                   | La Chatte                          | Кора (Киця)                               |
| 1959      | ф  | Асфальт                                | Asphalte                           | Ніколь                                    |
| 1959      | ф  | Звір у засідці                         | La bête à l’affût                  | Елізабет Вермон                           |
| 1959      | ф  | Дорога школярів                        | Le chemin des écoliers             | Іветт                                     |
| 1960      | ф  | Киця випускає кігті                    | La Chatte sort ses griffes         | Кора (Киця)                               |
| 1960      | ф  | Бал шпигунів                           | Le bal des espions                 | Олівія                                    |
| 1960      | ф  | Заповіт Орфея                          | Le Testament d'Orphée              | у ролі самої себе                         |
| 1961      | ф  | Мертвий сезон кохання                  | Le Mort-Saison des amours          | Женев'єва                                 |
| 1962      | ф  | Диявол і десять заповідей              | Le Diable et les Dix Commandements | Франсуаза Бофор                           |
| 1962      | ф  | Парижанки                              | Les Parisiennes                    | Франсуаза                                 |
| 1963      | ф  | Португальські канікули                 | Vacances portugaises               | Матильда                                  |
| 1964      | ф  | У сварці                               | À couteaux tirés                   | Люсі Антоніні                             |
| 1964      | ф  | Щасливчик Джо                          | Lucky Jo                           | Мімі Перрін                               |
| 1964      | с  | Тринадцять новел Мопассана             | Treize contes de Maupassant        | -                                         |
| 1965      | с  | Блакитний експрес зупиняється 13 разів | Le train bleu s’arrête 13 fois     | Жозіана                                   |
| 1965      | тф | Оса                                    | La guêpe                           | Монік                                     |
| 1965      | ф  | Вбивця у спальному вагоні              | Compartiment tueurs                | медсестра у ветеринарній школі            |
| 1966      | ф  | Конгрес розважається                   | Der Kongreß amüsiert sich          | графиня Копінська                         |
| 1967      | ф  | Безтурботне життя                      | Le dimanche de la vie              | Шанталь                                   |
| 1971      | ф  | Іспанки у Парижі                       | Españolas en París                 | мадам Лемоньє                             |
| 1972      | ф  | Ван дер Валк і дівчина                 | Van der Valk und das Mädchen       | Соланж де Вінтер                          |
| 1973      | кф | Сад                                    | Сад                                | епізод                                    |
| 1974      | ф  | Смерть дитини                          | La mort d’un enfant                | Деніза                                    |
| 1975      | тф | Маленький театр Жана Ренуара           | Le Petit Théâtro de Jean Renoir    | Ізабель Дювальє                           |
| 1975      | ф  | Діалоги вигнанців                      | Dialogue d'exilés                  | -                                         |
| 1975      | ф  | Без квитка                             | Le passager clandestin             | тітонька Маню                             |
| 1977      | ф  | Віолетта і Франсуа                     | Violette et François               | Сесіль Клос, мати Віолетти                |
| 1977      | ф  | Остання зупинка перед Руасі            | Dernière sortie avant Roissy       | Ніколь                                    |
| 1977      | ф  | Затемнення                             | Black-Out                          | мадам Аріс                                |
| 1979      | ф  | Бобо Жако                              | Bobo Jacco                         | мати Лізи                                 |
| 1981      | ф  | Автоматон                              | L’automate                         | Андре                                     |
| 1981      | ф  | Моя дитина, моя мати                   | Mon enfant, ma mère                | Жінетт                                    |
| 1981      | ф  | Невістки                               | Les brus                           | Елен                                      |
| 1981      | с  | Панове присяжні                        | Messieurs les jurés                | Монік Алан                                |
| 1982      | с  | Моє найкраще Різдво                    | Mon meilleur Noël                  | мадам Біду                                |
| 1982      | ф  | Проживаю своє життя                    | Vivre ma vie                       | мадам Венсан                              |
| 1984      | ф  | Нічна варта                            | Ronde de nuit                      | Діана Кастелен                            |
| 1985      | ф  | Французькі хлопчаки                    | Un garçon de France                | Мадо                                      |
| 1985      | ф  | Червона трава                          | L’herbe rouge                      | Елоїза                                    |
| 1986      | ф  | Золотошукачи                           | Cautatorii de aur                  | Еліс Кед Вілсон                           |
| 1987      | ф  | Слухняна ніч                           | Nuit docile                        | Мадлен Гері                               |
| 1988      | ф  | Холостячка                             | La garçonne                        | мадам Лербьє                              |
| 1989—1992 | с  | V означає вендетта                     | V comme vengeance                  | Франсуаза Корбара / Емілі Альбер          |
| 1990      | ф  | Побачити слона                         | Voir l’éléphant                    | Августа                                   |
| 1991      | с  | Новели Марселя Еме: Елоїза             | Nouvelles de Marcel Aymé: Héloïse  | Деніза Мартен                             |
| 1992      | ф  | Сільські роки                          | Les années campagne                | бабуся                                    |
| 1994      | с  | За останні п'ять хвилин                | Les cinq dernières minutes         | Флоранс                                   |
| 1996      | ф  | Більярдна на другому поверсі           | Billard à l’étage                  | Віолетта                                  |
| 1996      | ф  | Мертвий сезон                          | Temps de chien                     | Роза Беллефоль                            |
| 1997      | ф  | Післясмак пристрасті                   | Post coïtum animal triste          | мадам Лапланш                             |
| 1997      | с  | Чарівний бос                           | Une patronne de charme             | Корінн Мустьє                             |
| 1998      | с  | Шкільний вчитель                       | L’instit                           | Елен Лашесне                              |
| 1998      | с  | Суботня історія                        | L’histoire du samedi               | Маргеріт                                  |
| 2000      | ф  | Дякую за допомогу                      | Merci pour le geste                | Елізабет                                  |
| 2000      | кф | Фото родини                            | Photo de famille                   | -                                         |
| 2001      | с  | Дюваль                                 | Duval                              | Емільєна                                  |
| 2007      | тф | Він приїхав у День всіх святих         | Le voyageur de la Toussaint        | мадам Ріке                                |
| 2011      | ф  | Красивий берег                         | Beau rivage                        | Марі-Елен                                 |
| 2016      | ф  | Бовдур                                 | Le Cancre                          | Мімі                                      |